# Andretta
Andretta là một đô thị ở tỉnh Avellino, Campania, Italia. Andretta kết nghĩa với thị xã Ramapo, New York.
Thị trấn này có dân số giảm sút nhiều do dân ở đây di cư. Andretta nằm trên ngọn đồi cao ở Apennines trong Thung lũng sông Ofanto.